# Gus Deloof
Auguste "Gus" Jean Deloof (Schaarbeek, 26 september 1909 - aldaar, 18 januari 1976) was een Belgisch jazztrompettist, componist, arrangeur, zanger en bandleider uit het swingtijdperk.
Deloof studeerde aan het conservatorium van Brussel. Toen hij in 1925 jazzmuzikant werd, wisselde hij zijn viool voor een trompet. Hij speelde vanaf het einde van de jaren 1920 onder anderen met Jean Robert, Jean Warland en Fud Candrix. Met zijn orkest Gus Deloof & His Racketeers nam hij in 1931 platen op voor Pathé: "I’ve Been So Blue"/"March of the Hoodlum",  met onder anderen Jean Omer. Deloof nam in 1937-1938 ook deel aan opnames van het Quintette du Hot Club de France en Django Reinhardts "Boléro", "Mabel" en "Honeysuckle Rose". Hij speelde met Cubaanse muzikanten in de Michigans Seven, en werkte in 1929 in Monte Carlo en in Duitsland. Hij maakte tournees door Nederland met de gebroeders Candrix en speelde in België in tal van locaties, zoals bijvoorbeeld het casino van Blankenberge en de Brusselse dancing Pingouin. In de periode 1934-1940 werd hij lid van het orkest van de Franse jazzvedette Ray Ventura, waarmee hij ook films opnam.

## Discografie

### Singles
- Meisje (1955)
- My melodie (1955)
- My favorite song (1953)
- La saint bonheur (1953)
- La sainte bonheur (1953)
- Tire l'aiguille (1952)
- Voyage à Cuba (1952)
- Steppin' out (1951)
- Vous avez un beau chapeau, Madame (1949)
- The Cossack patrol (1945)
- You belong to my heart (1945)
- 5 Décembre (1944)
- Victory waltz medley
- I should care

## Externe  links
- Discografie
- Gus Deloof op Allmusic
- Marieke Anaf, De introductie, verspreiding en vestiging van jazz in België, scriptie Universiteit Gent, 2010

- Biblioteca Nacional de España: XX1570491
- Bibliothèque nationale de France: cb13929522d (data)
- Gemeinsame Normdatei: 143640895
- International Standard Name Identifier: 0000 0001 1570 8771
- Library of Congress Control Number: nb99074351
- MusicBrainz: 482f7656-1858-403a-b13e-a4faa195e7bb
- Système universitaire de documentation: 197595251
- Virtual International Authority File: 54335274
- WorldCat: E39PBJyMftc46cyX6WvC9WQH4q